# Antipatros (Seleukide)
Antipatros (altgriechisch Αντίπατρος) war ein seleukidischer Heerführer und Diplomat im späten 3. und frühen 2. Jahrhundert v. Chr. Er war väterlicherseits ein Enkel des Königs Seleukos II. und ein Gefolgsmann seines Onkels König Antiochos III.

## Leben
In der Schlacht von Raphia 217 v. Chr. befehligte Antipatros 4000 Reiter gegen das ptolemäische Heer. Nach der Niederlage wurde er von seinem Onkel als Unterhändler nach Alexandria entsandt, um dort mit Ptolemaios IV. einen Frieden auszuhandeln, der die Provinz Koilesyrien im Besitz der Ptolemäer bestätigte. In der siegreichen Schlacht von Paneion 200 v. Chr., nach der Koilesyrien für das Seleukidenreich erobert werden konnte, führte er das Aufgebot der Tarentiner.
Nach der Niederlage in der Schlacht von Magnesia wurde Antipatros 189 v. Chr. erneut zum Chefdiplomaten ernannt, um gemeinsam mit Zeuxis mit den Römern Lucius Cornelius Scipio Asiaticus und Publius Cornelius Scipio Africanus die Bedingungen auszuhandeln, die im Frieden von Apameia besiegelt wurden. Anschließend reisten Antipatros und Zeuxis an der Spitze einer Gesandtschaft nach Rom, wo sie den Friedensplan dem Senat zur Beratung vorlegten. Nachdem er angenommen wurde, vollzogen die Senatsvertreter mit Antipatros die feierliche Ratifizierung des Vertrags im Kapitolinischen Tempel.